# Gladenbach
Gladenbach är en stad i Landkreis Marburg-Biedenkopf i Regierungsbezirk Gießen i förbundslandet Hessen i Tyskland. Den tidigare kommunen Runzhausen uppgick i Gladenbach 1 april 1972. Staden Gladenbach bildade 1 juli 1974med kommunerna Bellnhausen, Diedenshausen, Erdhausen, Friebertshausen, Frohnhausen b. Gladenbach, Kehlnbach, Mornshausen a. S., Rachelshausen, Römershausen, Rüchenbach, Sinkershausen, Weidenhausen och Weitershausen dagens Gladenbach.